# 다리굿
다리굿은 무당이 죽은 사람의 혼령을 극락 세계로 인도한다는 뜻을 나타내는 굿이다. 굿을 하는 단 위에는 붉고 흰 네 가닥의 다리발(僑布)을 매는데 몸다리(身橋), 십왕다리(十王橋), 사자다리(使者橋), 불사다리(佛事橋) 등이 그 이름이다. 무당은 춤을 추고 무가(巫歌)를 부르며 방울을 흔들어 죽은이의 혼령이 다리를 타고 극락세계에 가서 왕생하도록 축원하고 또 길을 인도하여 드린다는 것이다. 굿을 하는 장소를 특히 냇가나 다릿가에 택하는 것이 이 굿의 특색이다.

## 유래
죽은 이를 극락으로 보내기 위한 평안도 지방의 넋굿이 유래로 보지만 이 지역의 수왕굿도 죽은 이를 위한 굿으로 다리굿은 서울의 다리굿으로 알려진 진오기새남에 비교될 수 있는 규모가 큰 굿이다. 죽은 이의 넋을 보내기 위해 다릿발이라고 불리는 기다란 무명을 굿당 밖에 걸어 놓고 한다. 굿 하는 시기와 장소로 다리굿도 넋굿이므로 정해진 시기가 있는 것은 아니다. 기주가 생겨 문복(問卜)하여 정한 날이 굿하는 날이다. 보통 아침 10시쯤 시작하여, 작은 규모라도 이틀은 걸린다.

## 변화
다리굿은 죽은 이를 극락으로 보내기 위한 평안도 지방의 굿이다. 평안도의 수왕굿도 죽은 이를 위한 굿이지만, 이것은 서울의 진오기에 비교되고, 다리굿은 진오기새남에 비교될 수 있는 규모가 큰 굿이다. 다리굿의 특징은 다릿발이라고 불리는 기다란 무명을 굿당 밖에 걸어 놓고 굿을 하는 것이다. 이 다릿발은 사자(使者)다리, 망인(亡人)다리, 조상다리, 세턴(西天)다리를 뜻한다.
평안도 굿은 대체로 북방민족의 씩씩한 기상이 넘치면서, 한편 너그럽고 흥겨운 분위기로 연출된다. 그러나 그 속에는 언제나 고향을 떠난 슬픔과 통일에의 염원이 절절이 배어 있다. 평안도 굿 역시 다른 지역과 마찬가지로 재수굿과 망인(亡人)의 극락천도를 비는 넋굿 계통이 중심이다. 그러나 평양에는 예부터 보다 큰 규모의 넋굿으로 다리굿이 있어 왔다는 것이다. 서울에도 진오기굿보다 큰굿으로 진오기새남이 있는데, 그 외 지역에서는 규모의 차이가 있지만 굿이 달라지는 예는 없다.

## 같이 보기
- 도당굿

## 참고 자료
- 「안드로메다로 간 낙타」, 태백산맥 그 거대한‘굿판’, 김정자 저, 우리글(2008년, 255~274p)